# Vailly-sur-Aisne (tổng)
Tổng Vailly-sur-Aisne là một tổng ở tỉnh Aisne trong vùng Hauts-de-France.

## Địa lý
Tổng này được tổ chức xung quanh Vailly-sur-Aisne thuộc quận Soissons. Độ cao thay đổi từ 39 m (Bucy-le-Long) đến 198 m (Filain) với độ cao trung bình 94 m.

## Các đơn vị cấp dưới
Tổng Vailly-sur-Aisne gồm 26 xã với dân số là 9 777 người (điều tra năm 1999, dân số không tính trùng)
| Xã                    | Dân số | Mã bưu chính | Mã insee |
| --------------------- | ------ | ------------ | -------- |
| Aizy-Jouy             | 242    | 2370         | 02008    |
| Allemant              | 117    | 2320         | 02010    |
| Braye                 | 131    | 2880         | 02118    |
| Bucy-le-Long          | 1 958  | 2880         | 02131    |
| Celles-sur-Aisne      | 205    | 2370         | 02148    |
| Chavignon             | 793    | 2000         | 02174    |
| Chavonne              | 182    | 2370         | 02176    |
| Chivres-Val           | 575    | 2880         | 02190    |
| Clamecy               | 272    | 2880         | 02198    |
| Condé-sur-Aisne       | 358    | 2370         | 02210    |
| Filain                | 89     | 2000         | 02311    |
| Laffaux               | 145    | 2880         | 02400    |
| Margival              | 325    | 2880         | 02464    |
| Missy-sur-Aisne       | 667    | 2880         | 02487    |
| Nanteuil-la-Fosse     | 134    | 2880         | 02537    |
| Neuville-sur-Margival | 91     | 2880         | 02551    |
| Ostel                 | 82     | 2370         | 02577    |
| Pargny-Filain         | 201    | 2000         | 02589    |
| Pont-Arcy             | 109    | 2160         | 02612    |
| Sancy-les-Cheminots   | 106    | 2880         | 02698    |
| Soupir                | 282    | 2160         | 02730    |
| Terny-Sorny           | 328    | 2880         | 02739    |
| Vailly-sur-Aisne      | 2 081  | 2370         | 02758    |
| Vaudesson             | 178    | 2320         | 02766    |
| Vregny                | 102    | 2880         | 02828    |
| Vuillery              | 24     | 2880         | 02829    |

## Biến động dân số
| 1962                                                     | 1968  | 1975  | 1982  | 1990  | 1999  |
| -------------------------------------------------------- | ----- | ----- | ----- | ----- | ----- |
| 7 069                                                    | 7 932 | 8 217 | 8 634 | 9 389 | 9 777 |
| Nombre retenu à partir de 1962 : dân số không tính trùng |       |       |       |       |       |